# 2-4-2

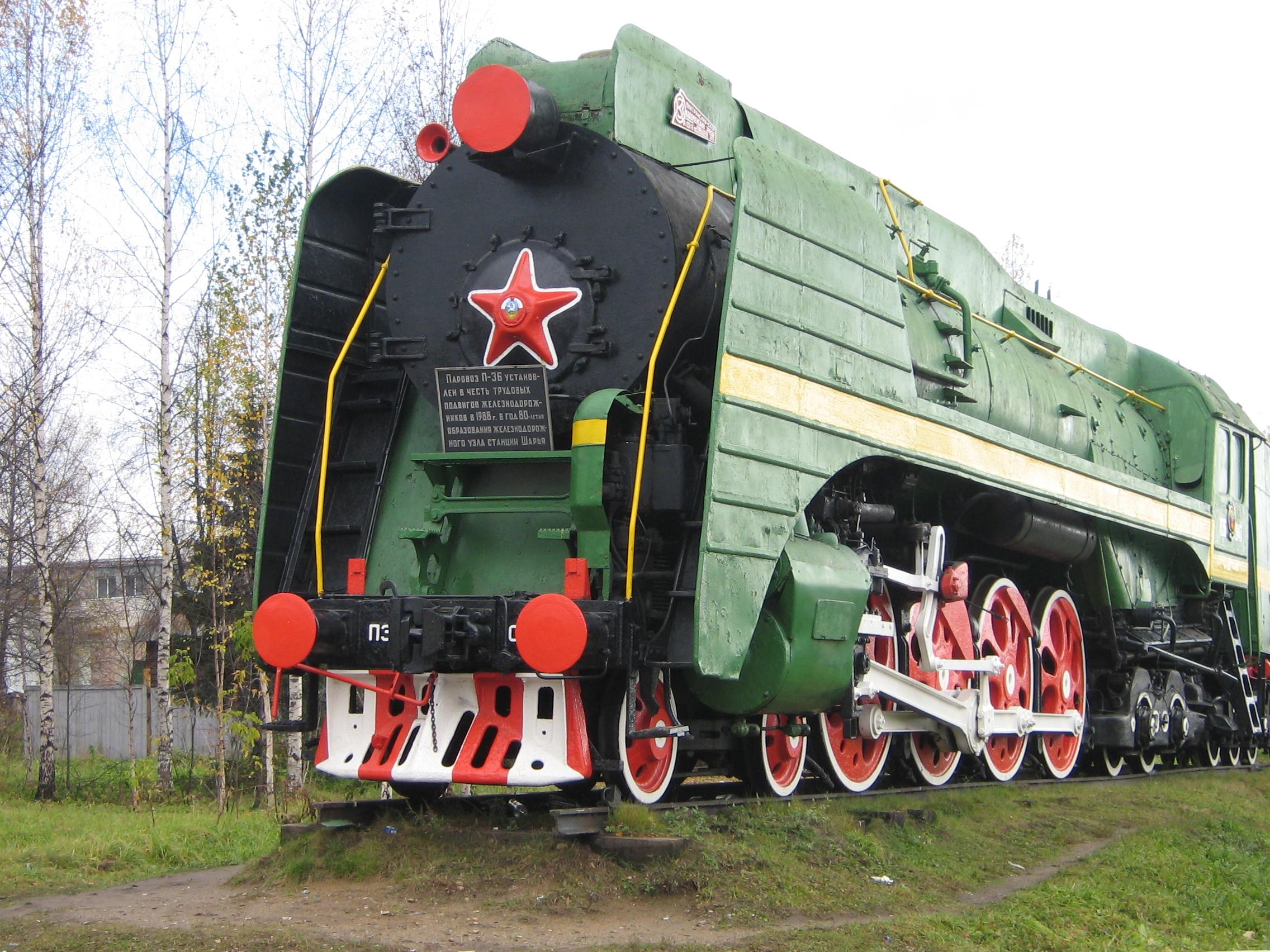
Паровоз серії П36 тип 2-4-2

Тип 2-4-2 — паровоз з трьома рушійними осями в одній жорсткій рамі, двома бігунковими і двома підтримувальними осями. Є подальшим розвитком типу 2-3-2.
Інші варіанти запису:
- Американський — 4-8-4
- Французький — 242
- Німецький — 2D2

## Види паровозів 2-3-2
Радянський пасажирський паровоз серії П36.